# EMD GP40
Тепловоз EMD GP40 — тепловоз, производившийся с ноября 1965 по декабрь 1971 заводами Electro-Motive Diesel и General Motors Diesel.
На тепловозе установлен 16-цилиндровый V-образный двухтактный дизельный двигатель мощностью 3000 л. с.

## В массовой культуре
Локомотивом GP40 можно управлять во многих железнодорожных симуляторах, в том числе Train Simulator и Train Sim World, в качестве неигрового транспорта массово распространен в GTA V, встречается на нескольких картах в Team Fortress 2.